# Kim Min-jung
Kim Min-joung (Hangul: 김민정; Seúl, 30 de julio de 1982) es una actriz surcoreana.

## Carrera
Es miembro de la agencia WIP Entertainment (더블유아이피), agencia subsidiaria de 8D Creative.
Debutó como actriz en 1988, a los seis años de edad, en el programa Best Theater, episodio Widow (MBC). Luego actuó en numerosos dramas como una de las actrices infantiles de mayor demanda y más premiadas de su generación.
A medida que fue creciendo, se convirtió en una de las pocas actrices infantiles surcoreanas que pasaron con éxito ha interpretaciones adultas.
Ha dado vida a personajes destacables en dramas tales como Irlanda, Fashion 70's, New Heart, Strike Love, y The Thorn Birds.
También ha participado en películas como Flying Boys, Forbidden Quest, y The Scam. En el 2017 se unió al elenco del drama Man to MAN, donde le dio vida al personaje de Cha Do Ah.
En el año 2018 se unió al elenco del melodrama Mr. Sunshine junto a la guionista Kim Eun-sook.
En enero del 2019 se anunció que se había unido al elenco principal de la serie My Fellow Citizens! 
El 3 de julio de 2021 se unirá al elenco principal de la serie The Devil Judge donde interpretará a Jung Sun-ah, la inteligente y mayor rival del juez Kang Yo-han (Ji Sung) y directora ejecutiva de una fundación de RSE (responsabilidad social corporativa).

## Filmografía

### Series de televisión
| Año     | Título                                        | Papel                  | Canal     | Notas              | Ref.          |
| ------- | --------------------------------------------- | ---------------------- | --------- | ------------------ | ------------- |
| 1988    | MBC Best Theater:Widow                        |                        |           |                    |               |
| 1990    | Bizarre Family, Bizarre School                |                        | MBC       |                    |               |
| 1991    | Flower That Never Wilts                       |                        | KBS       |                    |               |
| 1992    | Women's Theater: Shaking Distance             |                        | SBS       |                    |               |
| 1994    | Stranger in Paradise                          |                        |           |                    |               |
| 1995    | Jang Nok-su                                   |                        |           |                    |               |
| 1995    | Adolescence 2                                 |                        |           |                    |               |
| 1996    | 생명                                          |                        |           |                    |               |
| 1996    | Princess Deok-hye                             |                        | MBC       |                    |               |
| 1996    | Jo Gwang-jo                                   |                        |           |                    |               |
| 1996    | Start                                         |                        | KBS       |                    |               |
| 1997    | Drama City: There's Still Time to Love        |                        | KBS2      |                    |               |
| 1997    | 70-minute Drama: Baby Blues Fetal Diary       |                        | SBS       |                    |               |
| 1997    | 70-minute Drama: Baby Blues Parenting Diary   |                        | SBS       |                    |               |
| 1997    | 70-minute Drama: Isle                         |                        | SBS       |                    |               |
| 1997    | Wedding Dress                                 |                        | KBS       |                    |               |
| 1997    | Yesterday                                     |                        | MBC       |                    |               |
| 1998    | 설사약 권하는 사회                            |                        | MBC       | MBC Best Theater   |               |
| 1998    | The King and the Queen                        | Reina Jeong-sun        | KBS       |                    |               |
| 1998    | See and See Again                             |                        | MBC       |                    |               |
| 1998    | Sunflower                                     |                        | MBC       |                    |               |
| 1999    | Nice Girls                                    |                        | KBS       |                    |               |
| 1999    | KAIST                                         | Kim Min-hee            | SBS       |                    |               |
| 1999    | I'm Still Loving You                          |                        | MBC       |                    |               |
| 1999    | Invitation                                    |                        | KBS       |                    |               |
| 2000    | Bad Boys                                      |                        | MBC       |                    |               |
| 2000    | The Unstoppables                              |                        | SBS       |                    |               |
| 2000    | Medical Center                                |                        | SBS       |                    |               |
| 2000    | She's the One                                 |                        | KBS       |                    |               |
| 2001    | Mina                                          |                        | KBS2      |                    |               |
| 2002    | Sidestreet People                             |                        | KBS       |                    |               |
| 2002    | Rival                                         | Jung Chae-yeon         | SBS       |                    |               |
| 2002    | The Thought of Wearing Rubber Shoes Backwards |                        | MBC       |                    |               |
| 2003    | Land of Wine                                  | Sun-hee                | SBS       |                    |               |
| 2004    | Ireland                                       | Han Shi-yeon           | MBC       |                    |               |
| 2005    | Fashion 70's                                  | Ko Joon-hee / Kang-hee | SBS       |                    |               |
| 2006    | Stranger Than Paradise                        | Yoo-hee-ram            | SBS       |                    | [ 14 ]        |
| 2007    | New Heart                                     | Nam Hye-suk            | MBC       |                    |               |
| 2009    | Strike Love                                   | Choi Eom-ji            | MBC       |                    |               |
| 2011    | The Thorn Birds                               | Han Yoo-kyung          | KBS2      |                    |               |
| 2012    | The 3rd Hospital                              | Jin Hye-in             | tvN       |                    | [ 15 ]        |
| 2014    | Gap-dong                                      | Oh María               | tvN       |                    | [ 16 ]        |
| 2015    | The Merchant: Gaekju 2015                     | Mae-wol                | KBS2      |                    | [ 17 ]        |
| 2017    | Man to Man                                    | Cha Do-ha              | JTBC      |                    | [ 18 ]        |
| 2018    | Mr. Sunshine                                  | Hee-na                 | tvN       |                    |               |
| 2019    | My Fellow Citizens!                           | Park Hoo-ja            | KBS       |                    | [ 19 ]        |
| 2021    | The Devil Judge                               | Jung Sun-ah            | tvN       |                    | [ 20 ] [ 21 ] |
| 2024-25 | Check-in Hanyang                              | Seol Mae-hwa           | Channel A | Aparición especial | [ 22 ] [ 23 ] |

### Cine
| Año  | Título                      | Rol                    | Notas  |
| ---- | --------------------------- | ---------------------- | ------ |
| 1989 | Samtos and Dori with Braids |                        |        |
| 1992 | Come Back, Frog Boys        |                        |        |
| 1993 | Kid Cop                     |                        |        |
| 1995 | 지금은 순찰중               |                        |        |
| 1998 | Whispering Corridors        |                        |        |
| 1998 | Zzang                       | presidenta de la clase |        |
| 2002 | L'abri: Bus Stop            | So-hee                 |        |
| 2003 | Project X                   |                        |        |
| 2004 | Flying Boys                 | Hwangbo Soo-jin        |        |
| 2006 | Forbidden Quest             | Jeong-bin              |        |
| 2009 | The Scam                    | Yoo Seo-yeon           | [ 24 ] |
| 2012 | Return of the Mafia         | Kim Hyo-jeong          | [ 25 ] |
| 2013 | Queen of the Night          | Hee-joo                | [ 26 ] |

### Espectáculos de variedades
- 2002: Music Bank (KBS2)
- 2012: The Duet (MBN)
- 2016: Tasty Road with Girl's Day Yura (Olive TV)[27]
- Kiss Kiss Kiss: What Children Like  (MBC)
- 2018: Snail Hotel (Olive TV)[28]
- 2022: Beauty and Booty (Dong-A TV, séptima temporada)[29]

## Discografía
- 2009: "From Me to You" (Strike Love OST)

## Premios
- 2019, Korea Drama Award: Female Top Excellence Award (My Fellow Citizens).[30]
- 2018, 6th APAN Star Award: mejor actriz de reparto (Mr. Sunshine).[31]
- 2015 29th KBS Drama Awards: premio excelencia, actriz de drama  (The Merchant: Gaekju 2015)
- 2015 4th APAN Star Awards: premio excelencia, actriz de drama (The Merchant: Gaekju 2015)
- 2008 MBC Drama Awards: premio dorado de actuación, actriz de miniserie (New Heart)
- 2008 Mnet 20's Choice Awards: estrella femenina de dramas (New Heart)
- 2005 SBS Drama Awards: Top 10 estrellas (Fashion 70's)
- 2004 MBC Drama Awards: mejor actriz nueva (Ireland)
- 2002 SBS Drama Awards: mejor actriz nueva (Rival)
- 2000 Korea Food for the Hungry International (KFHI): premio de servicio
- 1998 KBS Drama Awards: mejor actriz joven
- 1992 KBS Drama Awards: mejor actriz joven